# Ієнкерні-Муслім (Грама Ніладхарі)
Грама Ніладхарі Ієнкерні-Муслім (№ 193D) — Грама Ніладхарі підрозділу ОС Еравур-Патту, округ Баттікалоа, Східна провінція, Шрі-Ланка.

## Демографія
| Населення (2007) | Населення (2007) | Населення (2007) | Населення (2007) | Населення (2007) |
| Населення        | Чоловіки         | Жінки            | Діти             | Дорослі          |
| ---------------- | ---------------- | ---------------- | ---------------- | ---------------- |
| 2413             | 1172             | 1241             | 968              | 1445             |